# Cephalomappa
Cephalomappa är ett släkte av törelväxter. Cephalomappa ingår i familjen törelväxter.
Kladogram enligt Catalogue of Life:
| Cephalomappa | \| \| Cephalomappa beccariana \| \| \| \| \| \| Cephalomappa lepidotula \| \| \| \| \| \| Cephalomappa malloticarpa \| \| \| \| \| \| Cephalomappa paludicola \| \| \| \| \| \| Cephalomappa penangensis \| \| \| \| |
|              | \| \| Cephalomappa beccariana \| \| \| \| \| \| Cephalomappa lepidotula \| \| \| \| \| \| Cephalomappa malloticarpa \| \| \| \| \| \| Cephalomappa paludicola \| \| \| \| \| \| Cephalomappa penangensis \| \| \| \| |
|              | Cephalomappa beccariana |
|              | |
|              | Cephalomappa lepidotula |
|              | |
|              | Cephalomappa malloticarpa |
|              | |
|              | Cephalomappa paludicola |
|              | |
|              | Cephalomappa penangensis |
|              | |